# 19-й бомбардировочный авиационный корпус
19-й бомбардиро́вочный авиацио́нный ко́рпус (19-й бак) — соединение Военно-Воздушных сил (ВВС) Вооружённых Сил РККА, принимавшее участие в боевых действиях во время Советско-японской войны.

## История наименований
- 8-й авиацио́нный ко́рпус да́льнего де́йствия;
- 8-й авиацио́нный Смоле́нский ко́рпус да́льнего де́йствия;
- 19-й бомбардиро́вочный авиацио́нный ко́рпус (22.12.1944 г.);
- 8-й бомбардировочный авиацио́нный Смоле́нский ко́рпус (26.04.1946 г.);
- 84-й бомбардиро́вочный авиацио́нный Смоле́нский ко́рпус (с 20.02.1949 г.).
- 84-й тяжёлый бомбардиро́вочный авиацио́нный Смоле́нский ко́рпус (с 1951 г.).
- 84-й отде́льный тяжёлый бомбардиро́вочный авиацио́нный Смоле́нский ко́рпус (с июня 1953 г.).
- 5-я воздушная армия дальней авиации (с июля 1957 г. на базе 84-го отдельного тяжёлого бомбардировочного авиационного Смоленского корпуса);
- 8-й отдельный тяжёлый бомбардировочный авиационный Смоленский корпус (с 07.1960 г.);
- 30-я воздушная армия верховного главнокомандования стратегического назначения (с 01.08.1980 г.);
- Войсковая часть (Полевая почта 25414);

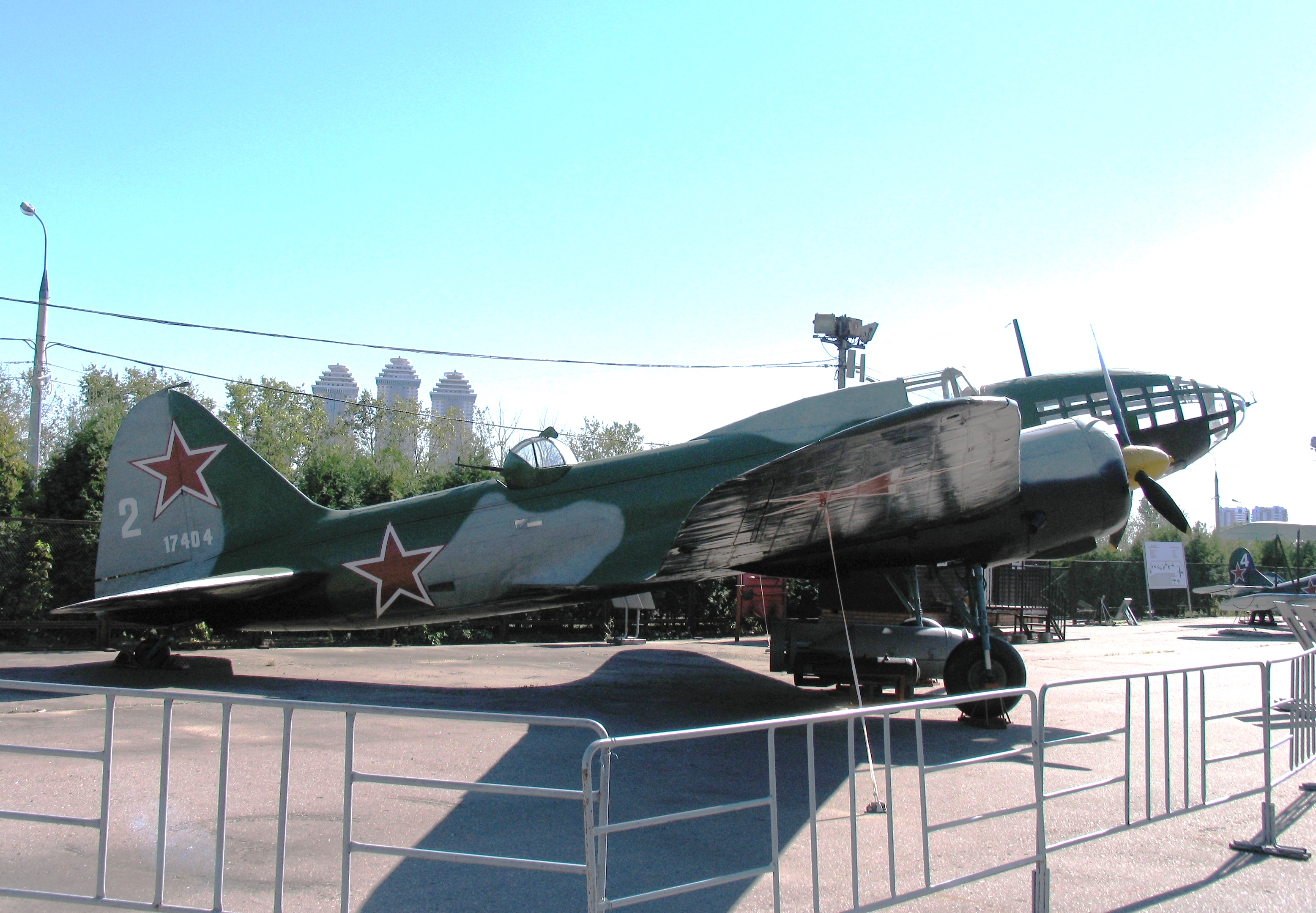
Самолёт Ил-4 на Поклонной горе в Москве. Такими самолётами была вооружена 33-я дивизия на период войны с Японией.

- Войсковая часть (Полевая почта 15496) (с июля 1957 г.);
- Войсковая часть (Полевая почта 15502) (с июля 1960 г.);
- Войсковая часть (Полевая почта 15502) (с 01.08.1980 г.).

## История организационного строительства
История организационного строительства корпуса уходит в 1943 год, когда 30 апреля 1943 года во исполнение Постановления Государственного Комитета Обороны № ГКО-3275сс от 30 апреля 1943 года на базе 36-й авиационной дивизии дальнего действия был сформирован 8-й авиационный корпус дальнего действия. 22 декабря 1944 года 8-й авиационный корпус дальнего действия расформирован, при этом:
- дивизии корпуса переданы в 1-й гвардейский бомбардировочный авиационный корпус;
- управление корпуса прибыло на Дальневосточный ТВД для формирования нового соединения — 19-го бомбардировочного авиационного корпуса в составе ВВС Дальневосточного Фронта. После формирования корпуса путём придания ему частей 33-й бомбардировочной авиационной дивизии, отдельных бомбардировочных полков и формирования 55-й бомбардировочной авиационной дивизии, корпус принял участие в Советско-японской войне в составе 9-й воздушной армии 1-го Дальневосточного фронта. Корпус с 9 августа по 2 сентября 1945 года принимал участие в Харбино-Гиринской наступательной стратегической операции[2].

По окончании войны с Японией 19-й бомбардировочный авиационный корпус был реорганизован и опять получил наименование 8-й виационный Смоленский корпус дальнего действия. Корпус базировался в Воздвиженке Приморского края (с 1953 года). 26 апреля 1946 года корпус передан в состав дальней авиации и вошёл в состав вновь сформированной 3-й воздушной армии дальней авиации. В 1949 году в связи с массовым переименованием частей, соединений и объединений 20 февраля 1949 года корпус получил новое наименование — 84-й бомбардировочный авиационный Смоленский корпус. В 1951 году после перевооружения на новые самолёты Ту-4 корпус переименован в 84-й тяжёлый бомбардировочный авиационный Смоленский корпус. В середине 1953 года корпус стал отдельным — 84-й отдельный тяжёлый бомбардировочный авиационный Смоленский корпус.
В связи с обострением международных отношений с Китаем в середине 1957 года на базе корпуса развернута 5-я воздушная армия дальней авиации, а сам корпус расформирован. В декабре 1957 года в состав армии вошла сформированная на самолётах Ту-95 на аэродроме Долонь в Семипалатинской области Казахской ССР 79-я тяжёлая бомбардировочная авиационная дивизия.
После потепления отношений с Китаем 1 июля 1960 года 5-я воздушная армия дальней авиации расформирована, а её управление переформировано в 8-й отдельный тяжёлый бомбардировочный авиационный корпус. В связи с имзменениями органиазционной структуры дальней авиации 1 августа 1980 года корпус расформирован, а на его базе сформирована 30-я воздушная армия Верховного главнокомандования стратегического назначения. После распада ССР в октябре 1994 года 30-я воздушная армия Верховного главнокомандования стратегического назначения расформирована.

## В действующей армии
В составе действующей армии:
- с 9 августа 1945 года по 3 сентября 1945 года[3], всего 26 дней

## Командир корпуса
- Полковник Калинушкин Михаил Николаевич[2]. Период нахождения в должности: с 23 декабря 1944 года по 1 февраля 1945 года (временно исполняющий дела)
- Генерал-лейтенант авиации Волков Николай Андреевич[4]. Период нахождения в должности: со 2 февраля 1945 года по сентябрь 1945 года.
- генерал-лейтенант авиации Георгиев Иван Васильевич[5], период нахождения в должности — с апрель 1946 года по декабрь 1949 года

## В составе объединений
| Объединение                                      | Период                  |
| ------------------------------------------------ | ----------------------- |
| ВВС Дальневосточного Фронта                      | 22.12.1944 — 01.07.1945 |
| 9-я воздушная армия Приморской группы войск      | 01.07.1945 — 05.08.1945 |
| 9-я воздушная армия 1-го Дальневосточного фронта | 05.08.1945 — 30.09.1945 |

## Соединения, части и отдельные подразделения корпуса
- 33-я бомбардировочная авиационная Краснознамённая дивизия[6][7]
  - 10-й бомбардировочный авиационный полк[7];
  - 290-й бомбардировочный авиационный полк[7];
  - 442-й бомбардировочный авиационный полк[7];
- 55-я бомбардировочная авиационная дивизия[6][7]:
  - 303-й бомбардировочный авиационный полк[7];
  - 443-й бомбардировочный авиационный полк[7];
  - 444-й бомбардировочный авиационный полк[7];
- 94-я отдельная авиационная эскадрилья связи[3]
- 18-й отдельный батальон связи[3];
- 102-я отдельная рота связи[3];
- 3153-я военно-почтовая станция[3].

## Участие в операциях и битвах
- Харбино-Гиринская наступательная стратегическая операция[4] с 9 августа по 2 сентября 1945 года.

## Награды
- 33-я бомбардировочная авиационная дивизия за отличия в боях Указом Президиума Верховного Совета от 14 сентября 1945 года награждена орденом «Красного Знамени».